# Trombosi venosa profunda
En medicina, la trombosi venosa profunda (també coneguda com a flebotrombosi profunda o tromboflebitis profunda i generalment abreujada com TVP) és la formació d'un coàgul de sang (trombe) en una vena profunda. És una forma de tromboflebitis (inflamació d'una vena amb la formació de coàguls).
La trombosi venosa profunda afecta comunament les venes de la cama (com la vena femoral o la vena poplítia) o les venes profundes de la pelvis. De tant en tant les venes del braç es veuen afectades (si és espontàniament, això es coneix com a malaltia de Paget-Schroetter). Una trombosi venosa profunda pot passar sense símptomes, però en molts casos l'extremitat afectada presentarà dolor, inflor, vermella, calenta, i les venes superficials poden mostrar-se ben plenes. La complicació més greu d'una TVP és que el coàgul pot desprendre's i viatjar als pulmons, el que s'anomena un tromboembolisme pulmonar (TEP). La TVP és una emergència mèdica, present en l'extremitat inferior i en un 3% pot dur a un TEP que mati el pacient. Una complicació tardana de la TVP és la síndrome posflebítica, que pot manifestar-se com edema, dolor o malestar i problemes de la pell.
D'acord amb la tríada de Virchow, la trombosi venosa es produeix a través de tres mecanismes: disminució del de flux de la sang, lesió a la paret del vas sanguini i una major tendència que la sang es coaguli (hipercoagulabilitat). Diverses condicions mèdiques poden conduir a trombosi venosa profunda, com la compressió de les venes, trauma físic, el càncer, infeccions, certes malalties inflamatòries i les condicions específiques, com ara accidents cerebrovasculars, insuficiència cardíaca o síndrome nefròtica. Hi ha diversos factors que poden augmentar el risc d'una persona a la TVP, incloent la cirurgia, l'hospitalització, la immobilització (com quan ortopèdics emesos són utilitzats, o durant els vols de llarg recorregut, que condueix a la síndrome de la classe turista), el tabaquisme, l'obesitat, l'edat, determinades drogues (com els estrògens o l'eritropoetina) i les tendències innates a formar coàguls coneguda com la trombofília (per exemple, en els portadors de factor V de Leiden). Les dones tenen un major risc durant l'embaràs i el puerperi.
Les proves més utilitzades per al diagnòstic de la TVP són una prova de sang anomenada dímer-D i l'ecografia Doppler de les venes afectades. De vegades, calen exàmens addicionals per determinar la causa de la TVP. En determinats casos, l'intent es pot fer per trencar el coàgul (l'ús d'agents trombolítics). Per evitar l'increment del trombe i la formació de nous coàguls amb el risc de tromboembolisme pulmonar, s'aconsella els anticoagulants (diluents de la sang) (si no és possible, es pot utilitzar un filtre de vena cava inferior). La prevenció de la TVP es recomana en molts pacients mèdics i quirúrgics utilitzant anticoagulants, mitges de compressió progressiva o dispositius de compressió pneumàtica intermitent.

## Signes i símptomes
Pot no haver-hi símptomes relacionats amb la localització de la trombosi venosa profunda, però els símptomes clàssics de la TVP inclouen dolor, inflor i envermelliment de la cama i la dilatació de les venes superficials. Fins a un 25% dels pacients hospitalitzats poden tenir alguna forma de trombosi venosa profunda, que sovint és clínicament inaparent (a menys que es desenvolupi un tromboembolisme pulmonar).
Hi ha diverses tècniques durant l'examen físic per augmentar la detecció de la TVP, com el mesurament de la circumferència de l'extremitat afectada i la contralateral en un punt fix (per objectivat l'edema) i la palpació de les vies venoses, que és sovint de licitació. L'exploració física és fiable per excloure el diagnòstic de trombosi venosa profunda.
En la phlegmasia alba dolens la cama està pàl·lida i freda amb un pols arterial disminuït a causa de l'espasme. És generalment deguda a l'oclusió aguda de les venes ilíaques i femorals a causa de la trombosi venosa profunda.
En la phlegmasia cerulea dolens, hi ha una oclusió venosa aguda i gairebé total de la sortida sanguínia de tota l'extremitat, incloent-hi les venes ilíaques i femorals. Les cames es troben generalment doloroses, cianòtiques i edematoses. Pot produir-se una gangrena venosa.
És vital que la possibilitat de tromboembolisme pulmonar s'inclogui en la història, ja que això podria justificar una major investigació (vegeu tromboembolisme pulmonar).
Per a una història acurada s'han de tenir en compte els factors de risc (vegeu a sota), inclòs l'ús de mètodes que contenen estrògens dels anticonceptius hormonals, els últims vols de llarga distància, l'ús de drogues intravenoses i els antecedents d'avortament espontani (que és una característica de diversos trastorns que també poden causar trombosi). En el cas de llarga distància de vol, els estudis recents han demostrat que el risc de trombosi venosa profunda és més gran en els viatgers que fumen, són obesos, o estan prenent píndoles anticonceptives. Els antecedents familiars poden revelar un factor hereditari en el desenvolupament de TVP. Aproximadament el 35 per cent dels pacients amb TVP tenen almenys una trombofília hereditària, per exemple, deficiències en els factors d'anticoagulació de la proteïna C, la proteïna S, l'antitrombina, o mutacions en els gens del factor V i de protrombina.

## Causa / etiologia
La tríada de Virchow és un grup de tres factors que se sap que afecten la formació de coàguls: la velocitat del flux, la coherència (gruix) de la sang i les qualitats de la paret vascular. Virchow va assenyalar que la trombosi venosa profunda es va produir més a la cama esquerra que en la dreta i va proposar com a causa subjacent la compressió de la vena ilíaca comuna esquerra per l'artèria ilíaca comuna dreta que la cobreix (vegeu la síndrome de May-Thurn).
Els factors de risc més comuns són la cirurgia recent o l'hospitalització. Un 40% d'aquests pacients no van rebre profilaxi amb heparina. Altres factors de risc inclouen l'edat avançada, l'obesitat, la infecció, la immobilització, l'ús de la combinació de les formes d'anticoncepció hormonal que continguin estrògens, l'ús del tabac i el transport aeri ("síndrome de la classe turista", una combinació d'immobilitat i deshidratació relativa) són algunes de les millors causes conegudes. La trombofília (tendència a desenvolupar trombosi) sovint s'expressa amb trombosi recurrent.
Es reconeix que generalment es desenvolupen primer trombes en les venes del panxell, que "creixen" en la direcció del flux de la vena. TVP es distingeix per ser per sobre o per sota de la vena poplítia. La TVP molt extensa pot estendre's fins a la vena ilíaca o la vena cava inferior. El risc de tromboembolisme pulmonar és major en la presència de coàguls més grans.

## Diagnòstic
L'estàndard d'or és la venografia per via intravenosa, que consisteix a injectar, en una vena perifèrica de l'extremitat afectada, un agent de contrast i tenint raigs X, es mostra si la vena s'ha obstruït. Com que és una tècnica invasiva, aquesta prova es fa amb poca freqüència.

### Examen físic

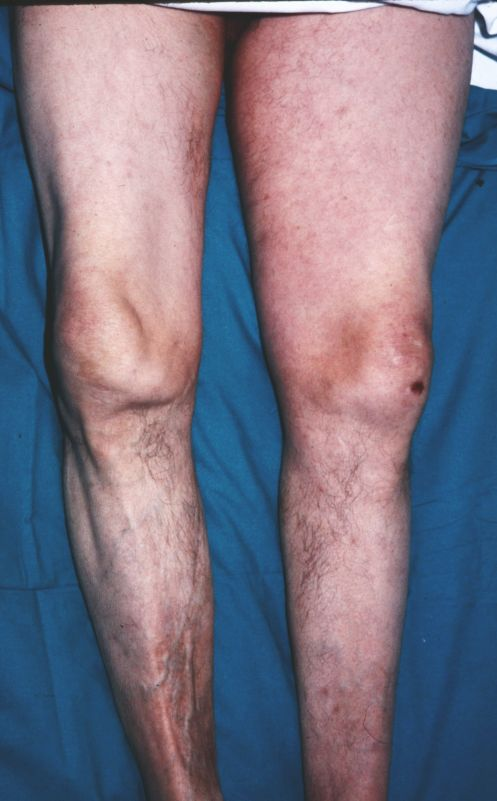
TVP iliofemoral a la cama esquerra

1. Prova de Homans: flexió dorsal del peu provoca dolor al panxell. Advertència: cal tenir en compte que és de poc valor diagnòstic i en teoria és perillós a causa de la possibilitat de despreniment de coàguls.
2. Signe de Pratt: La compressió del panxell posterior provoca dolor.

Aquests signes mèdics no funcionen bé i no estan inclosos en la regla de predicció clínica, però combinen les millors conclusions per al diagnòstic de trombosi venosa profunda.

### Puntuació de probabilitat
El 2006, Scarvelis i Wells revisaren un conjunt de regles de predicció clínica de TVP, en els talons d'un àmpliament adoptat conjunt de criteris clínics de tromboembolisme pulmonar.
Puntuació o criteris de Wells: 
(Puntuació possible -2 a 8)
1. Càncer actiu (en tractament en els darrers 6 mesos o estat pal·liatiu) - 1 punt
2. Inflamació del panxell >3 cm en comparació amb l'altre panxell (mesura 10 cm per sota de la tuberositat tibial) - 1 punt
3. Venes col·laterals superficials (no varicoses) - 1 punt
4. Edema (limitat únicament a la cama simptomàtica) - 1 punt
5. Inflor de tota la cama - 1 punt
6. Dolor localitzat al llarg del trajecte del sistema venós profund - 1 punt
7. Paràlisi, parèsia, o recent immobilització amb guix de les extremitats inferiors - 1 punt
8. Recentment, allitament de >3 dies, o cirurgia major que requereixi anestèsia regional o general en les darreres 4 setmanes - 1 punt
9. Diagnòstic alternatiu almenys tan probable com la TVP - Resta 2 punts

Interpretació:
La puntuació de 2 o superior - la trombosi venosa profunda és molt probable. Pensar en la possibilitat d'imatges de les venes de les cames.
La puntuació de menys de 2 - la trombosi venosa profunda és poc probable. Penseu en la possibilitat d'anàlisi de sang com a prova del dímer-D per descartar la trombosi venosa profunda.

### Anàlisis de sang

#### Dímer-D
En una situació de baixa probabilitat. La pràctica actual consisteix a iniciar les investigacions per les proves de nivells de dímer-D. Aquest producte de degradació de la fibrina indica que la trombosi s'està produint, i que el coàgul de sang es dissol per la plasmina. Un nivell baix de dímer-D ha de portar a altres possibles diagnòstics (com un quist de Baker trencat, si el pacient té una baixa probabilitat clínica de TVP).

### Imatge de les venes de la cama
La pletismografia d'impedància, l'ecografia Doppler, l'ecografia de compressió de la digitalització de les venes de la cama, combinades amb les mesures dúplex (per determinar el flux de sang), poden revelar un coàgul de sang i el seu abast (és a dir, si està per sota o per sobre del genoll). L'ecografia doppler, a causa de la seva alta sensibilitat, especificitat i reproductibilitat, ha substituït la venografia com a prova més àmpliament utilitzada en l'avaluació de la malaltia. Aquesta prova implica tant la imatge en mode B i l'anàlisi de flux Doppler.

## Teràpia

### Hospitalització
El tractament a comicili és una opció d'acord amb una metanàlisi de la Cochrane Collaboration. L'hospitalització ha de ser considerada en pacients amb més de dos dels següents factors de risc, ja que aquests pacients poden tenir més risc de complicacions durant el tractament
- TVP bilateral, insuficiència renal, pes corporal >70 kg, immobilitat recent, insuficiència cardíaca crònica i càncer

### Anticoagulació
L'anticoagulació és el tractament habitual per a la TVP. En general, en els pacients s'inicia un curs breu (és a dir, menys d'una setmana) de tractament amb heparina seguit de 3 a 6 mesos d'acenocumarina (Sintrom) (o altres inhibidors de la vitamina K). Es prefereix l'heparina de baix pes molecular (HBPM), sinó hi ha una contraindicació per a la HBPM (per exemple, insuficiència renal o necessitat imminent de procediment invasiu). En pacients que han tingut TVP recurrent (dues o més), l'anticoagulació és en general per "tota la vida". La Cochrane Collaboration té una metanàlisi del risc i dels beneficis del tractament anticoagulant prolongat. Una vegada que la trombosi és tractada amb agents d'aprimament del glòbuls rojos, la zona afectada té una bona oportunitat de tornar a les seves proporcions normals. No obstant això, els agents d'aprimament no disminueixen la possibilitat d'embòlia en les artèries pulmonars o coronàries. Així, mentre que la zona afectada amb la trombosi venosa profunda (és a dir, les cames) pot deixar de coagulació, l'embòlia pulmonar és encara possible.
Un nivell anormal de dímer-D al final del tractament podria indicar la necessitat de continuar el tractament entre els pacients amb una primera trombosi venosa profunda proximal no provocada.

### Trombòlisi
La trombòlisi està generalment reservada pels coàgul extensos, per exemple, una trombosi iliofemoral. Encara que una metanàlisi d'assaigs controlats aleatoris de la Cochrane Collaboration mostra millors resultats amb la trombòlisi, hi pot haver un augment de complicacions hemorràgiques greus. El juliol de 2008, l'American College of Chest Physicians (ACCP) va publicar noves dades basats en les directrius clíniques per al tractament del tromboembolisme venós (TEV), malaltia en la que per primera vegada es va suggerir l'ús de la trombòlisi pharmacològica en el tractament de certs casos de trombosi venosa profunda aguda. La guia completa del 2008 de l'ACCP es pot descarregar sense cost en: TheNewGuidelines.org Arxivat 2018-03-23 a Wayback Machine.

### Mitges de compressió
Les mitges de compressió elàstica s'han de dur de forma rutinària "a partir d'1 mes a partir de diagnòstic de la TVP proximal i continuadament per un mínim d'1 any després del diagnòstic". Pot ser més eficaç dur-les a partir d'una setmana. Les mitges en gairebé tots els assaigs van ser més fortes que les mitjanes anti-embòlia de rutina i ha creat ja sigui 20-30 mm Hg o 30-40 mm Hg. La majoria dels assaigs utilitzen mitges altes (sobre genoll). Una metanàlisi d'assaigs controlats aleatoris de la Cochrane Collaboration va mostrar una reducció en la incidència de síndrome posflebítica. El nombre necessari a tractar és relativament alt, de 4 a 5 pacients necessiten haver d'estar tractats per prevenir un sol cas de síndrome posflebítica.

### Filtre de vena cava inferior
El filtre de vena cava inferior redueix l'embòlia pulmonar i és una opció pels pacients amb un contraindicació absoluta pel tractament anticoagulant (per exemple, hemorràgia cerebral) o en aquells pacients que tenen TVP, tot i estar en tractament anticoagulant; llavors un filtre de vena cava inferior (també referit com a filtre de Greenfield) pot prevenir l'embolització pulmonar del coàgul de la cama. No obstant això, aquests filtres poden, en si mateixos, produir potencialment una trombosi; així els filtres de VCI són vists com una mesura temporal per a la prevenció del perill vital d'embòlia pulmonar.

## Pronòstic
La síndrome posflebítica ocorre en el 15% dels pacients amb trombosi venosa profunda (TVP). Es presenta amb edema de la cama, dolor, rampes nocturnes, claudicació venosa, pigmentació de la pell, dermatitis i ulceració (generalment a la cara medial de la cama).

## Prevenció
Les guies de pràctica clínica per l'American College of Chest Physicians (ACCP) formulen recomanacions sobre la profilaxi de la TVP en pacients hospitalitzats

### Pacients de medicina general
Pel que fa als pacients hospitalitzats de medicina general les directrius són "en pacients mèdics aguts que hagin estat admesos a l'hospital amb insuficiència cardíaca congestiva o malaltia respiratòria greu, o que estan allitats i tenen un o més factors de risc addicionals, incloent el càncer actiu, TVP prèvia, sèpsia, malaltia neurològica aguda, o malaltia inflamatòria intestinal, es recomana la profilaxi amb heparina no fraccionada a dosis baixes (grau 1A) o HBPM (grau 1A)" Es poden utilitzar l'enoxaparina o l'heparina no fraccionada. La HBPM pot ser més efectiva que l'heparina no fraccionada. Si s'utilitza l'heparina no fraccionada, 5000 U 3 vegades al dia pot ser més eficaç.
Des de la publicació de les directrius de la ACCP, s'han publicat un assaig controlat aleatori addicional i una metanàlisi incloent l'assaig. La metanàlisi va concloure que "la profilaxi anticoagulant és eficaç en la prevenció del tromboembolisme venós simptomàtic durant la profilaxi anticoagulant en pacients mèdics hospitalitzats en situació de risc. Es necessita investigació addicional per determinar el risc de tromboembolisme venós en aquests pacients després que la profilaxi s'hagi aturat. " Pel que fa als pacients que estan en risc, la majoria dels estudis en metanàlisi van ser de pacients amb la New York Heart Association Classification (NYHA) III-IV d'insuficiència cardíaca. Pel que fa als pacients de menor risc de TVP, la valoració citada anteriorment i una valoració anterior són importants però no concloents.
Els pacients sotmesos a diàlisi renal crònica poden tenir un risc augmentat de tromboembolisme però un assaig controlat aleatoritzat no han abordat el risc-benefici de la profilaxi.

### Pacients de cirurgia
En els pacients que han estat sotmesos a cirurgia, l'heparina de baix pes molecular (HBPM) s'administra de forma rutinària per prevenir la trombosi. La HBPM actualment només pot ser administrada per via subcutània mitjançant injecció. La profilaxi de les dones embarassades que tenen una història de trombosi pot limitar-se a les injeccions de HBPM o pot no ser necessària si els factors de risc són principalment de caràcter temporal.
La deambulació precoç i regular (caminar) és un tractament que és anterior als anticoagulants i continua sent reconegut i utilitzat avui en dia. La passejada activa la bombes dels músculs del cos, augmentant la velocitat venosa i prevenint l'estasi. Les màquines de compressió pneumàtica intermitent (CPI) han demostrat ser una protecció, al llit o en la cadira de rodes, per a pacients de molt alt risc o amb contraindicacions per a les heparines. Les màquines de CPI utilitzen unes bufetes d'aire que s'emboliquen al voltant de la cuixa i/o panxell. Les bufetes s'inflen i desinflen alternativament, premen els músculs i augmenten la velocitat de la sang fins a un 500%. Les màquines de CPI han demostrat la seva eficàcia en pacients de cirurgia del genoll i de maluc (una població amb un risc tan alt com 80% sense tractament profilàctic) de desenvolupar TVP i TEP. Alternativament, es pot prendre entre 150-300 mg d'aspirina.

### Viatgers
Hi ha evidència clínica que suggereix que els mitjons o les mitges de compressió utilitzats durant el viatge redueixen la incidència de trombosi en les persones en vols de llarg recorregut. Un estudi aleatoritzat del 2001, davant de dos grups de passatgers de vols de llarg recorregut, un conjunt portava mitges de compressió de viatge i els altres no. Els passatgers van ser examinats i amb anàlisi de sang per a comprovar la incidència de TVP. Els resultats van mostrar TVP asimptomàtica en un 10% dels passatgers que no portaven mitges de compressió. El grup que duien mitges de compressió no tenien TVP. Els autors van concloure que l'ús de mitges elàstiques de compressió redueix la incidència de trombosi venosa profunda en passatgers de vols de llarg recorregut.

## Epidemiologia
La TVP es produeix en aproximadament 1 de cada 1.000 persones per any. S'estima que aproximadament 350.000-600.000 nord-americans cada any pateixen de trombosi venosa profunda i tromboembolisme pulmonar i com a mínim 100.000 morts poden ser directament o indirectament relacionades amb aquestes malalties.
La TVP és molt menys comuna en la població pediàtrica. Aproximadament 1 de cada 100.000 persones menors de 18 anys presenten trombosi venosa profunda, possiblement a causa de l'alta taxa de batecs per minut d'un nen, l'estil de vida relativament activa, en comparació amb els adults, i menys comorbiditats (neoplàsia maligna, per exemple).